# Mind Over Muscle
Mind Over Muscle è il terzo album in studio del gruppo musicale svedese 220 Volt, pubblicato nel febbraio 1985 dall'etichetta discografica CBS Records.

## Tracce
1. The Tower – 4:15
2. In the End – 3:30
3. Electric Messengers – 3:52
4. Power Games – 3:43
5. Blessed by the Night – 3:43
6. Secret Dance (Xymania) – 3:57
7. It's Nice to be a King – 4:04
8. Mind Over Muscle – 4:06
9. Whiter Than White – 3:36
10. Touch of Fire – 4:04
11. Halloween – 3:01
12. Pavement Song – 3:41

### Tracce bonus (ristampa 2001)
1. High Heels
2. Dreams

## Formazione
- Jocke Lundholm – voce
- Peter Olander – chitarra
- Mats Karlsson – chitarra
- Mike Larsson – basso
- Peter Hermansson – batteria